# Jerónimo y Avileses
Jerónimo y Avileses és una pedania pertanyent al municipi de Múrcia, a la Regió de Murcia (Espanya). Té una població de 1.126 habitants (Institut Nacional d'Estadística d'Espanya 2005) i una extensió de 39,437 km². Està a uns 33 km de Múrcia i a una altura mitjana de 115 metres sobre el nivell de la mar.
Limita: al nord i a l'est amb Sucina; al sud amb San Javier i Torre Pacheco; i al nord-est amb Gea y Truyols abans La Tercia.
Celebra les seves festes al juliol, la Verge del Carmen. Al nucli d'Avileses, una església dedicada es troba a la plaça principal del poble en un punt d'encreuament de tres carreteres (una a Balsicas, una a San Javier i una a Torre Pacheco). En una altra part del poble hi ha l'escola pública; també disposa de dispensari, local social de la gent gran i cementiri als afores del poble, tocant a la via fèrria construïda fa pocs anys.

## Història
Des del segle xiii se sap de l'existència a la zona de masies i més tard grups de masies. Alguna característica o el nom dels propietaris va donar nom als llocs (Balsicas, per haver-hi moltes basses petites, per exemple, o Avileses per la família castellana dels Avilés que va rebre els terrenys al segle xvii (també van rebre terrenys en altres llocs altres famílies, i abans famílies catalanes i aragoneses després de la conquesta catalana). El nucli de Lo Jerónimo deriva de la presència del convent de Los Jerónimos (la parla popular murciana es menja les "s" al final), a pocs kilòmetres del nucli urbà. Aquestes masies i petits grups vivien de l'agricultura i les pastures. Segurament ja al segle xviii es formà el nucli de Los Avileses, que podria situar-se en el lloc d'un encreuament de camins amb d'una masia principal continuadora de les viles romanes i anomenades rafales durant el període musulmà, que formaven una unitat econòmica completa amb lloc per la família, treballadors, ramats, collites i eines. Altres nuclis van sorgir també aprofitant alguna circumstància com una ermita, un pou d'aigua, una torre etc. Fou a partir de llavors que es van instal·lar al nucli alguns artesans (ferrers, botiguers, teixidors, fusters) per cobrir les necessitats de l'economia agrícola. Com que els cens d'aquests nuclis es comptava junt amb el de Múrcia, no es pot seguir l'evolució demogràfica del nucli.